# Pennella arctica
Pennella arctica är en svampart som beskrevs av Lichtw. & M.C. Williams 1984. Pennella arctica ingår i släktet Pennella och familjen Legeriomycetaceae.   Inga underarter finns listade i Catalogue of Life.